# Erki Pütsep
Erki Pütsep (Jõgeva, 25 maggio 1976) è un ex ciclista su strada estone, professionista dal 2003 al 2013 e tre volte campione nazionale in linea.

## Carriera
Passista veloce, cresciuto nella squadra dilettantistica EC Saint-Étienne-Loire, passa professionista nel 2003 con il team francese AG2R Prévoyance. Nel 2007 si trasferisce alla Bouygues Télécom e nel 2010 alla Meridiana-Kalev Chocolate. Dal 2011 al 2013 gareggia per la formazione Continental lettone Alpha Baltic-Unitymarathons.com.
In carriera si è aggiudicato tre titoli nazionali in linea, nel 2004, nel 2006 e nel 2007, riuscendo a battere tra gli altri Jaan Kirsipuu e Janek Tombak. Nel 2004 ha preso parte anche alla Vuelta a España e sebbene si sia ritirato è riuscito ad ottenere alcuni piazzamenti tra i primi 10 in alcune tappe. Nel 2006, oltre che al campionato nazionale, si è fatto notare soprattutto in alcune gare disputate in Francia e si è classificato ottavo nella Gand-Wevelgem. Ha partecipato anche a due edizioni dei Giochi olimpici, nel 2000 a Sydney e nel 2004 ad Atene.

## Palmarès
- 2002 (Dilettanti)

Bordeaux-Saintes
- 2004

Campionati estoni, Prova in linea
Classic Loire-Atlantique
- 2005

1ª tappa Tour de la Somme (Amiens > Chaulnes)
Classifica generale Tour de la Somme
- 2006

Campionati estoni, Prova in linea
- 2007

Campionati estoni, Prova in linea
E.O.S. Tallinn Grand Prix
SEB Eesti Ühispank Tartu GP
- 2009

Tallinn-Tartu Grand Prix
- 2011

Classifica generale Baltic Chain Tour

### Altri successi
- 2003

Tartu Rataralli
- 2005

Criterium di Pärnu
- 2007

6ª tappa Saaremaa Velotour
- 2008

Keggi Velo
Prologo Saaremaa Velotour (cronometro)
2ª tappa Saaremaa Velotour
- 2012

Kuressaare Tänavasõit (criterium)

## Piazzamenti

### Grandi Giri
- Vuelta a España

2004: ritirato (17ª tappa)
2007: 137º

### Competizioni mondiali
- Campionati del mondo

Hamilton 2003 - In linea Elite: ritirato
Verona 2004 - In linea Elite: 27º
Salisburgo 2006 - In linea Elite: 78º
Stoccarda 2007 - In linea Elite: 69º
Varese 2008 - In linea Elite: ritirato
- Giochi olimpici

Sydney 2000 - In linea: 55º
Atene 2004 - In linea: ritirato